# Anton Meyer (Ökonom)
Anton Meyer (* 28. Januar 1955 in Nördlingen) ist ein deutscher Wirtschaftswissenschaftler und Professor für Betriebswirtschaftslehre.

## Leben und Wirken

### Akademischer Werdegang
Anton Meyer studierte von 1974 bis 1979 Betriebswirtschaft an der Wirtschafts- und Sozialwissenschaftlichen Fakultät der Universität Augsburg. Im Anschluss an sein Diplomstudium arbeitete er von 1979 bis 1983 als wissenschaftlicher Mitarbeiter und von 1983 bis 1989 als Akademischer Rat am Lehrstuhl für Betriebswirtschaftslehre der Universität Augsburg. Im Jahr 1980 wurde er außerdem Vorstandsmitglied der Fördergesellschaft Marketing e.V., welche von seinem Doktorvater Paul W. Meyer und dessen Mitarbeitern am 11. Juli 1972 an der Universität Augsburg gegründeten worden war. Anton Meyer schloss 1983 seine Promotion zum Dr. rer. pol mit dem Thema „Theorie des Dienstleistungs-Marketing“ ab und habilitierte 1989, ebenfalls von Paul W. Meyer an der Universität Augsburg begleitet, zum Thema „Freie Berufe und Betriebswirtschaft“.
1990 nahm Anton Meyer den Ruf als Ordinarius für Betriebswirtschaftslehre und Marketing an die Johannes Gutenberg-Universität Mainz an. Besonders nennenswert in dieser Zeit ist seine Tätigkeit als Mitinitiator und wissenschaftlicher Leiter der Initiative „Das Deutsche Kundenbarometer Qualität und Zufriedenheit“, welche ab 1998 unter dem Namen „Kundenmonitor Deutschland – Qualität und Kundenorientierung – Jahrbuch der Kundenorientierung in Deutschland“ fortgeführt wird.
Mit seinem Wechsel an die Ludwig-Maximilians-Universität München (LMU) im Jahr 1993, wurde Anton Meyer Vorstand des dortigen Instituts für Marketing und Ordinarius für Betriebswirtschaftslehre und Marketing. Anton Meyer, der sich seit seiner Promotionszeit für die Fördergesellschaft Marketing e.V. engagiert hat, übernahm diese 1994 als Sprecher des Vorstands und transferierte sie nach München. Des Weiteren wurde er 1999 zum Executive Director des Center on Global Brand Leadership. Von 2001 bis 2003 war Anton Meyer Dekan der Fakultät für Betriebswirtschaft der Ludwig-Maximilians-Universität München. Dieses Amt ergänzte er mit seiner Tätigkeit im Senat der LMU von 2002 bis 2004. Ab 2003 war er dort für weitere zwei Jahre als Prodekan der Fakultät für Betriebswirtschaft tätig.

### Philosophie und Forschungsschwerpunkte
Sowohl in der Forschung als auch in der Lehre gilt Anton Meyer als Verfechter des Wissenschafts-Praxis-Transfers. Als Sprecher des Vorstands der Fördergesellschaft Marketing e.V. hat er ein aktives Marketing-Netzwerk und gleichzeitig eine der größten Alumni-Vereinigungen Deutschlands aufgebaut.
In seiner Forschung setzt sich Meyer mit aktuellen und künftigen Veränderungen in Unternehmensführung und Marketing auseinander und folgt einem stark integrativen Ansatz. Hauptthemen in seinen ca. 800 wissenschaftlichen sowie praxisnahen Beiträgen sind Kundenorientierung, markt- und ressourcenorientierte Unternehmensführung, Dienstleistungs-Marketing, Vertrieb, Markenführung und Lebensqualität.

## Auszeichnungen und Mitgliedschaften
- Auszeichnung als einer der Top-10 einflussreichsten Forscher der Marketing-Zeitschrift für Forschung und Praxis (ZFP) in den letzten 40 Jahren.[21][22]
- Robert Johnston Award des Journal of Service Management[23] und Best paper Award des International Colloquium on Relationship Marketing
- Verband der Hochschullehrer für Betriebswirtschaft[24] und bis 2019 Schmalenbachgesellschaft[25]
- Mitglied der Jury und des Councils für den CMO of the Year Award[26] und Vorsitzender der Jury des CMO of the Year Awards 2017[27]
- Deutsche und Amerikanische Marketing-Vereinigung sowie ISQA (International Service Quality Association)

## Werke (Auswahl)
- Always Ahead mit Offensivem Marketing – Band 1: Grundlagen, 2. aktualisierte Auflage (2019)[28][29][30][31]
- Always Ahead mit Offensivem Marketing – Band 2: Strategie I, 2. aktualisierte Auflage (2019)[32][33][34][35]
- Always Ahead mit Offensivem Marketing – Band 3: Strategie II, 2. aktualisierte Auflage (2019)[36][37][38][39]
- Always Ahead mit Offensivem Marketing – Band 4: Umsetzung, 2. aktualisierte Auflage (2019)[40][41][42][43]
- Theorien und Methoden der Betriebswirtschaft: Handbuch für Wissenschaftler und Studierende (2011)[44]
- Der Kunde als Innovationspartner – Konsumenten integrieren, Flop-Raten reduzieren, Angebote verbessern (2007)[45]
- Handbuch Dienstleistungs-Marketing. 2 Bände (1998)[46]